# Heteropoda gyirongensis
Heteropoda gyirongensis este o specie de păianjeni din genul Heteropoda, familia Sparassidae, descrisă de Hu și Li, 1987. Conform Catalogue of Life specia Heteropoda gyirongensis nu are subspecii cunoscute.